# Штокер, Вернер
Вернер Штокер (нем. Werner Stocker, род. 14 августа 1961, Швейцария) — швейцарский бобслеист, разгоняющий, выступавший за сборную Швейцарии в конце 1980-х годов. Золотой медалист зимних Олимпийских игр 1988 года в Калгари.

## Биография
Вернер Штокер родился 14 августа 1961 года, с детства занимался различными видами спорта от лёгкой атлетики до силовых упражнений, однако каких-либо существенных результатов не добился. В конце 1980-х годов решил попробовать себя в бобслее и прошёл отбор в сборную Швейцарии на зимние Олимпийские игры 1988 года в Калгари. В качестве разгоняющего присоединился к четырёхместному экипажу пилота Эккехарда Фассера, куда также вошли разгоняющие Курт Майер и Марсель Фесслер, — вместе они смогли занять первую позицию зачёта четвёрок и завоевали тем самым золотые медали.
Кроме всего прочего, Вернер Штокер является бронзовым призёром чемпионата Швейцарии 1987 года, а также бронзовым призёром чемпионата Европы в Червинии. Спортсмен никогда не занимал в сборной лидирующие позиции, и попал на международные соревнования практически случайно, из-за отсутствия некоторых ведущих бобслеистов Швейцарии. Поэтому после Олимпийских игр, несмотря на громкую победу, он снова ушёл в тень и вскоре завершил карьеру профессионального спортсмена.